# Behoquir
Behoquir ist eine osttimoresische Aldeia im Suco Sabuli (Verwaltungsamt Metinaro, Gemeinde Dili). 2015 lebten in der Aldeia 291 Menschen.

## Geographie
Behoquir liegt im Osten des Sucos Sabuli. Westlich befindet sich die Aldeia Sabuli und nördlich der Überlandstraße, die von der Landeshauptstadt Dili nach Manatuto führt, liegen die Aldeias Behauc und Acadiru Laran. Im Osten grenzt Behoquir an die Sucos Wenunuc und Mantelolão.
Den Norden der Aldeia nimmt der Ort Metinaro mit seinem Ortsteil Lebutun und dem Süden von Manuleu ein. Im weiter in Richtung Süden ansteigenden Land der Aldeia verschwindet die Besiedlung.